# Heike Balck
Heike Balck, née le 19 août 1970 à Schwerin (Mecklembourg-Poméranie-Occidentale), est une athlète allemande, spécialiste du saut en hauteur dans les années 1980 et 1990. Jusqu'en 1990, elle représentait la République démocratique allemande. Le 12 juin 1989 à Karl-Marx-Stadt, elle passait une barre à 2,01 m et égalait ainsi le record du monde junior détenu par la Soviétique Olga Turchak.
Elle a été sacrée deux fois championne de RDA (1989 et 1990) et deux fois championne d'Allemagne (1994 et 1997).
Heike Balck s'entraînait SC Schwerin. En compétition, elle pesait 56 kg pour 1,80 m.

## Palmarès

### Championnats du monde d'athlétisme
- Championnats du monde d'athlétisme de 1991 à Tokyo ( Japon)
  - 12e au saut en hauteur
- Championnats du monde d'athlétisme de 1993 à Stuttgart ( Allemagne)
  - éliminée en qualifications au saut en hauteur
- Championnats du monde d'athlétisme de 1995 à Göteborg ( Suède)
  - éliminée en qualifications au saut en hauteur
- Championnats du monde d'athlétisme de 1997 à Athènes ( Grèce)
  - 10e au saut en hauteur

### Championnats d'Europe d'athlétisme
- Championnats d'Europe d'athlétisme de 1990 à Split ( Yougoslavie)
  - 5e au saut en hauteur
- Championnats d'Europe d'athlétisme de 1994 à Helsinki ( Finlande)
  - 6e au saut en hauteur

### Championnats du monde d'athlétisme en salle
- Championnats du monde d'athlétisme en salle de 1991 à Séville ( Espagne)
  -  Médaille de bronze au saut en hauteur

### Championnats d'Europe Junior d'athlétisme
- Championnats d'Europe Junior d'athlétisme de 1987 à Birmingham ( Royaume-Uni)
  -  Médaille de bronze au saut en hauteur

### Coupe du monde des nations d'athlétisme
- Coupe du monde des nations d'athlétisme de 1989 à Barcelone ( Espagne)
  - 1re au classement général avec la République démocratique allemande
  - 4e au saut en hauteur
- Coupe du monde des nations d'athlétisme de 1994 à Londres ( Royaume-Uni)
  - 3e au classement général avec l'Allemagne
  - 4e au saut en hauteur

### Coupe d'Europe des nations d'athlétisme
- Coupe d'Europe des nations d'athlétisme de 1989 à Gateshead ( Royaume-Uni)
  - 1re au classement général avec la République démocratique allemande
  - 3e au saut en hauteur
- Coupe d'Europe des nations d'athlétisme de 1997 à Munich ( Allemagne)
  - 2e au classement général avec l'Allemagne
  - 1re au saut en hauteur

## Records
- Record du monde junior du saut en hauteur avec 2,01 m le 12 juin 1989 à Karl-Marx-Stadt (record d'Olga Turchak égalé)